# Kanton Rezé-1
Der Kanton Rezé-1 (bretonisch Kanton Reudied-1) ist seit 2015 ein französischer Wahlkreis im Arrondissement Nantes, im Département Loire-Atlantique und in der Region Pays de la Loire; sein Hauptort ist Rezé.

## Geschichte
Der Kanton entstand bei der Neueinteilung der französischen Kantone im Jahr 2015. Die Gemeinden gehörten früher zu den Kantonen Bouaye (4 Gemeinden) und Rezé (Bouguenais und Teile der Stadt Rezé).

## Lage
Der Kanton liegt in der Südhälfte des Départements Loire-Atlantique.

## Gemeinden
Der Kanton besteht aus sechs Gemeinden und Gemeindeteilen mit insgesamt 42.634 Einwohnern (Stand: 1. Januar 2022) auf einer Gesamtfläche von 88,23 km²:
| Gemeinde               | Gallo                    | Bretonisch              | Einwohner (2022) | Fläche (km²) | Code postal | Code Insee |
| ---------------------- | ------------------------ | ----------------------- | ---------------- | ------------ | ----------- | ---------- |
| Bouaye                 | Bóaèy                    | Bouez                   | 8.281            | 13,83        | 44830       | 44018      |
| Bouguenais             | Bógonaè                  | Kervegon                | 20.590           | 31,5         | 44340       | 44020      |
| Brains                 | Bren                     | Brenn                   | 2.760            | 15,31        | 44830       | 44024      |
| Rezé                   | Raezaé                   | Reudied                 | 4.898            | 3,16         | 44143       | 44400      |
| Saint-Aignan-Grandlieu | Saent-Aényan-de-Granloec | Sant-Enion-al-Lenn-Veur | 3.991            | 17,94        | 44860       | 44150      |
| Saint-Léger-les-Vignes | Saent-Léjaer             | Sant-Lezer-ar-Gwiniegi  | 2.114            | 6,49         | 44710       | 44171      |
| Kanton Rezé-1          | Raezaé-1                 | Reudied-1               | 42.634           | 88,23        | -           | 4421       |

1. ↑  Nur der nordwestliche Teil der Gemeinde, der Rest gehört zum Kanton Rezé-2.

## Politik
Im 1. Wahlgang am 22. März 2015 erreichte keines der sechs Wahlpaare die absolute Mehrheit. Bei der Stichwahl am 29. März 2015 gewann das Gespann Myriam Bigeard/Freddy Hervochon (beide PS) gegen Erwan Gouiffes/Françoise Rabbe (beide Union de la Droite) mit einem Stimmenanteil von 59,56 % (Wahlbeteiligung:48,19 %).
| Vertreter im conseil général des Départements | Vertreter im conseil général des Départements | Vertreter im conseil général des Départements |
| Amtszeit                                      | Name                                          | Partei                                        |
| --------------------------------------------- | --------------------------------------------- | --------------------------------------------- |
| 2015–2021                                     | Myriam Bigeard Freddy Hervochon               | PS                                            |
| 2021–                                         | Myriam Bigeard Freddy Hervochon               | PS                                            |